# 블라이스 오파스
블라이스 오파스(Blythe Auffarth, 1985년 4월 23일 ~ )는 미국의 배우, 텔레비전 배우, 성우, 영화배우이다.

## 영화
- 인비저블 사인 (2010년)
- 와일드 어바웃 해리 (2009년)
- 아메리칸 몰 (2008년) - 알렉사 역
- 이웃집 소녀 (2007년) - 멕 로린 역
- 키핑 더 페이스 (2000년)
- Law & Order : 성범죄전담반 1 (1999년)